# Ardalan Shekarabi
Ardalan Shekarabi (Manchester, 28 novembre 1978) è un politico svedese di origini iraniane, ministro della Pubblica Amministrazione nel governo Löfven I.

## Biografia
Nato a Manchester ma originario di Shahriyar, da bambino Shekarabi si trasferì in Svezia con sua madre, una rifugiata politica che ottenne il permesso di soggiorno per motivi umanitari.
Shekarabi studiò diritto all'Università di Uppsala e cominciò ad occuparsi di politica a livello locale, nella contea di Gävleborg, per poi divenire presidente della sezione giovanile del Partito Socialdemocratico dei Lavoratori di Svezia. Nel 2009 fu candidato alle elezioni europee ma non venne eletto, tuttavia nel 2013 ottenne un seggio al Riksdag.
Nel 2014 il primo ministro Stefan Löfven decise di nominarlo ministro della Pubblica Amministrazione all'interno del suo esecutivo.